# Neoferdina glyptodisca
Neoferdina glyptodisca är en sjöstjärneart som först beskrevs av Fisher 1913.  Neoferdina glyptodisca ingår i släktet Neoferdina och familjen Ophidiasteridae. Inga underarter finns listade i Catalogue of Life.